# ヒラリ
『ヒラリ』は、日本のシンガーソングライター・和田光司の9作目のシングル。2006年12月21日にリリース。
発売元はインデックスミュージック、販売元はキングレコード（NECM-12138）。

## 概要
- 「ヒラリ」は、フジテレビ系列で放送されたテレビアニメ『デジモンセイバーズ』の第2クールオープニング主題歌。2003年からメジャーレーベルを退いていた和田光司のメジャーおよび『デジモンシリーズ』への復帰作で、自身のブログで自ら発表した[1]。
- シングル・タイトルとなった「ヒラリ」は、ロックテイストを含んだ軽快なテンポで進む曲。歌詞は、和田自身からのメッセージを置き換えた言葉が多く含まれており、和田自身がメジャーおよびデジモンシリーズへ復帰することへ決意と機会・きっかけを与えてくれた、ファン1人1人へのアンサーソングとなっているためである。

## 収録曲
1. ヒラリ [3:45]
作詞：和田光司、作曲：IKUO、編曲：SPM@
  - フジテレビ系アニメ『デジモンセイバーズ』第2クールオープニングテーマ
2. for the future [4:47]
作詞・作曲・編曲：corin.
3. ヒラリ（Original Karaoke）
4. for the future（Original Karaoke）

## 楽曲の収録アルバム
- デジモンセイバーズ ベストヒッツ+キャラクターニューソングス (#1)
- DIGIMON HISTORY 1999-2006 ALL THE BEST (#1)
- DIGIMON MOVIE SONG COLLECTION (#1)
- re-fly (#1、re-fly ver.)
- DIGIMON SONG BEST OF KOJI WADA (#1)

## 備考
1. ↑  光司広場2006年10月